# Wodziłki
Wodziłki – wieś w Polsce położona w województwie podlaskim, w powiecie suwalskim, w gminie Jeleniewo. Leży w dolinie Szeszupy, na terenie Suwalskiego Parku Krajobrazowego.
W latach 1975–1998 miejscowość administracyjnie należała do województwa suwalskiego.
Wieś jest siedzibą jednej z 4 parafii Wschodniego Kościoła Staroobrzędowego.

## Historia
Osada została założona w 1788 przez rosyjskich staroobrzędowców, uchodzących z Imperium Rosyjskiego przed prześladowaniami religijnymi. Oprócz Wodziłek, w tym rejonie osiedlili się w pobliskim Łopuchowie, a także w kilku miejscowościach w pobliżu Suwałk, Sejn i Augustowa. Należą oni do odłamu bezpopowców. Swoje świątynie nazywają molennami. Nabożeństwa prowadzi wybrany przez parafian nastawnik.

## Obiekty zabytkowe
We wsi znajduje się drewniana molenna, zbudowana w 1921 z wieżą dobudowaną w 1928, nr rej.:414 z 2.09.1983.
Korzysta z niej ok. 10 rodzin tutejszych staroobrzędowców. Dawny obyczaj nakazywał im przed pójściem do molenny kąpać się. W pobliżu świątyni znajduje się czynna do dziś (stan na rok 2010), służąca do kąpieli bania. Budynek składa się z dwóch części: priedbannika, w którym zostawia się ubranie i pomieszczenia kąpielowego. Stoi tu kamienka – piec służący do nagrzewania łaźni.
We wsi zachowało się kilka budynków gospodarczych krytych strzechą.

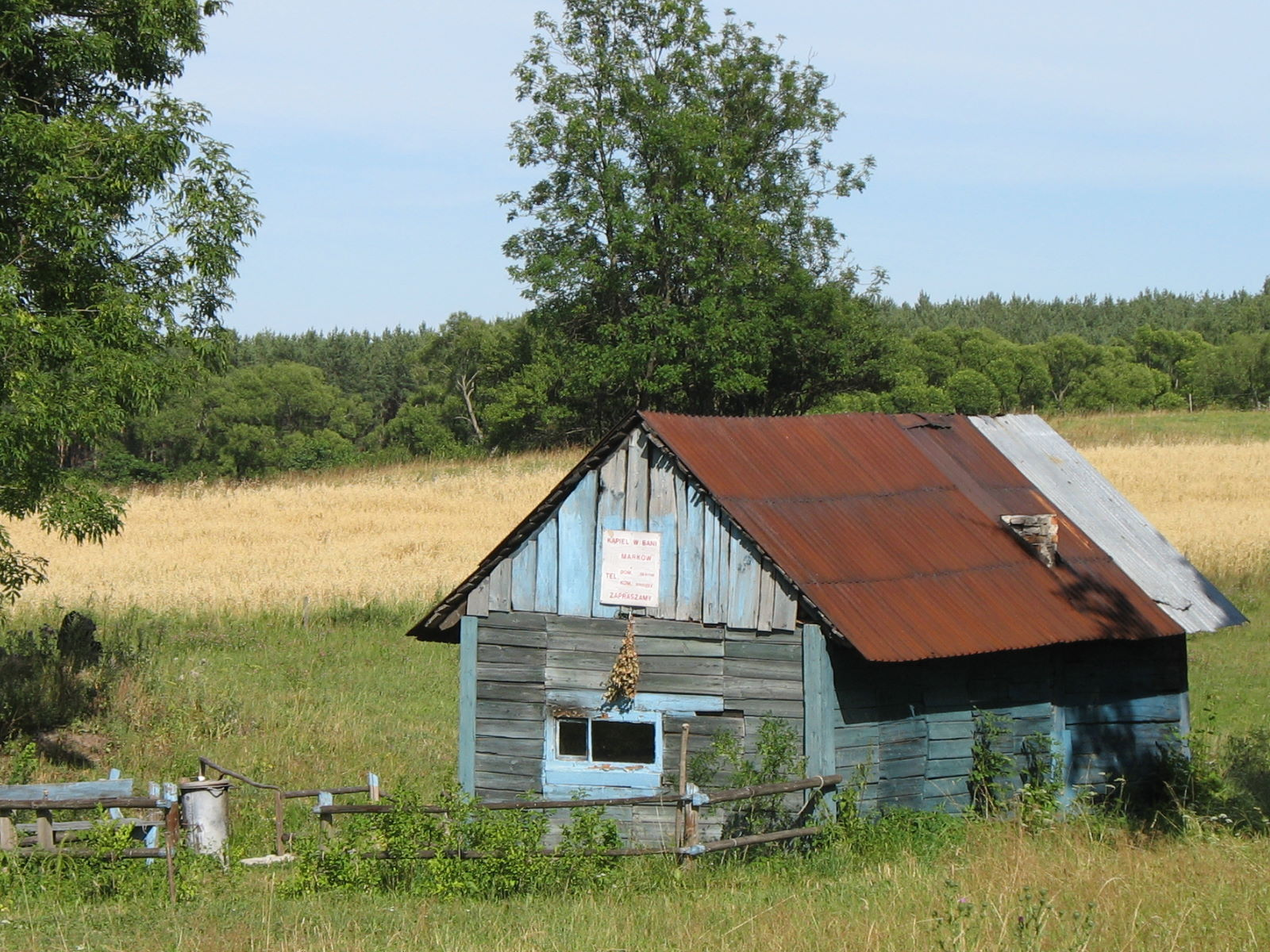
Bania, czyli łaźnia
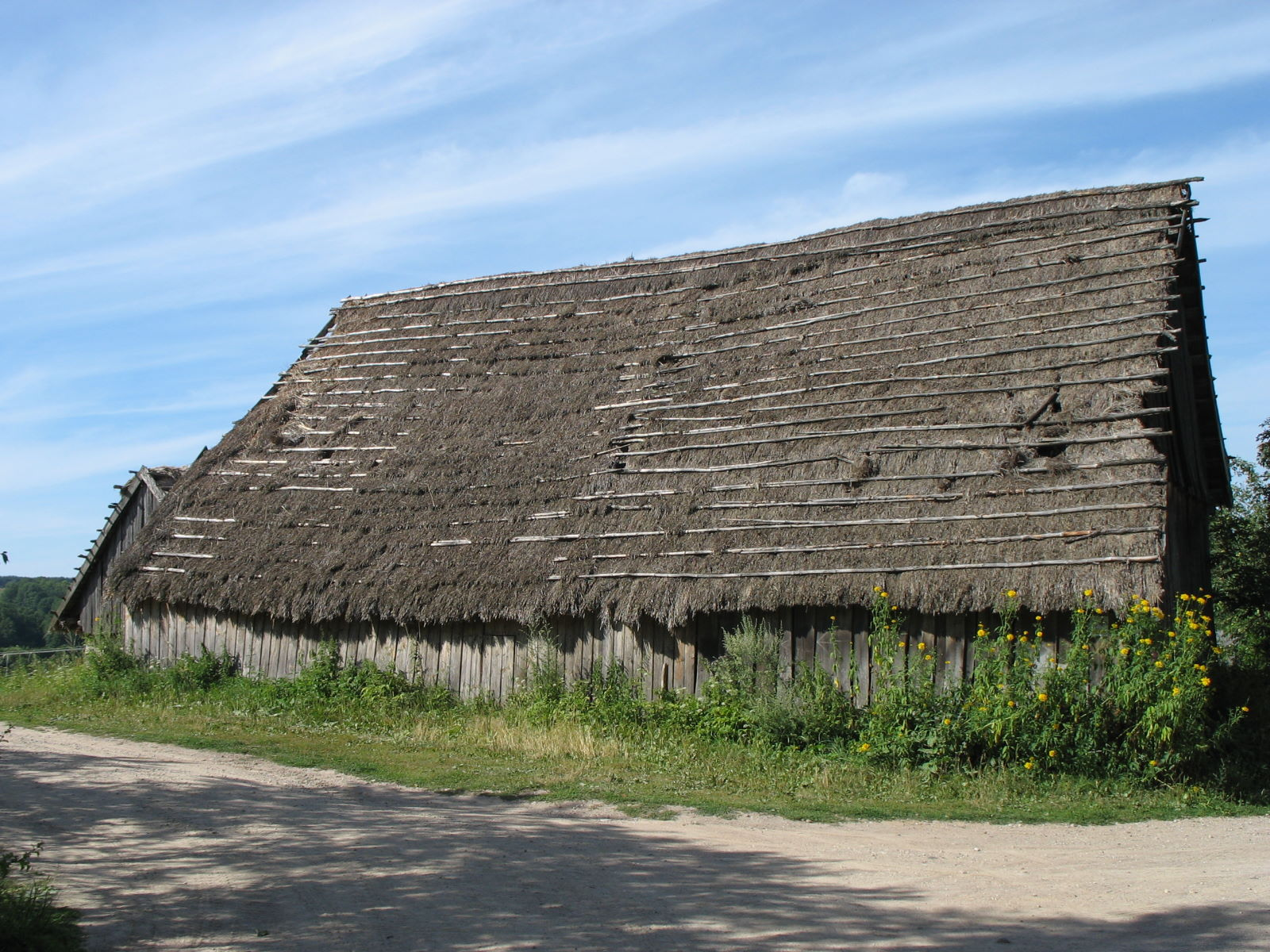
Stodoła pod strzechą